# Jamar Abrams
Jamar Abrams (Richmond, 21 giugno 1989) è un cestista statunitense.